# Le Bourg
Le Bourg é uma comuna francesa na região administrativa de Occitânia, no departamento de Lot. Estende-se por uma área de 13,15 km². Em 2010 a comuna tinha 332 habitantes (densidade: 25,2 hab./km²).